# Hamza Hamouddi
Hamza Hamouddi est un footballeur marocain né le 7 juin 1990, c'est un gardien de but qui évolue actuellement à l'AS Salé.

## Carrière
- 2008 - 2009 :  FAR de Rabat (Juniors)
- 2009 :  FAR de Rabat
  - jan. 2012-2012 :  Ittihad Khémisset (prêt)
  - 2012 - 2013 :  AS Salé
- 2013 - :  OC Safi[1]

## Divers
Hamza a réussi à garder ses buts inviolés depuis le 3 juin 2012 jusqu'au 6 novembre 2012 soit 11 matches, ou encore une invincibilité de 979 minutes (en prenant compte que durant la 1re mi-temps du match AS FAR et l'AS Salé aucun but n'est entré dans ses cages).